# Jabkenice
Jabkenice (deutsch Jabkenitz) ist eine Gemeinde mit 363 Einwohnern in Tschechien. Sie gehört zum Okres Mladá Boleslav und liegt 18 Kilometer südlich der Bezirkshauptstadt Mladá Boleslav am Rand des böhmischen Paradieses.

## Geografie

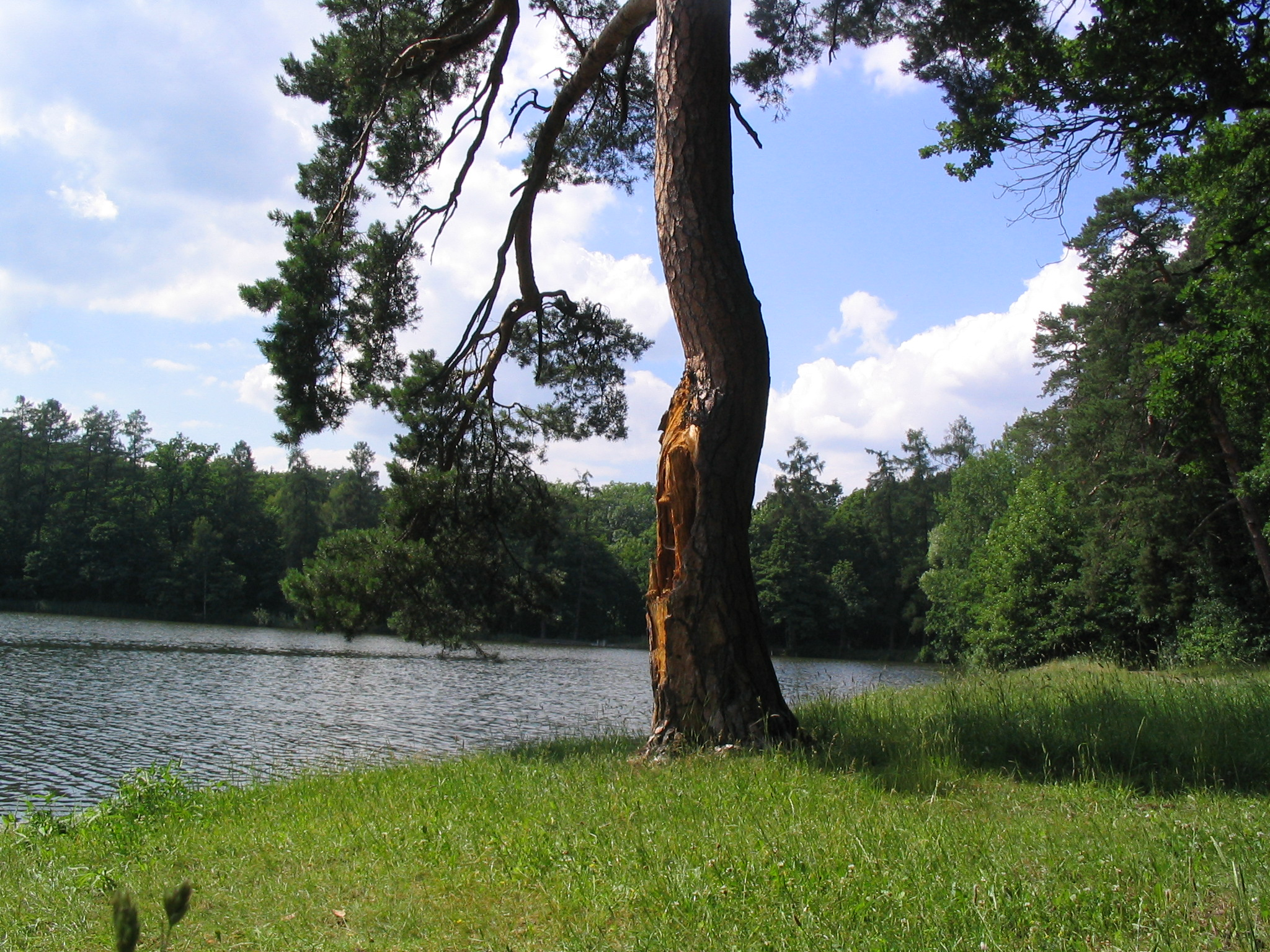
Der Teich Mlýnský rybník im Wildgehege Jabkenice

Einen großen Teil des Gemeindegebietes bildet der Naturpark Jabkenicko, ein Wald mit zahlreichen kleinen Teichen und einem ausgedehnten Wildgehege. Die Landschaft in nordwestlicher Richtung bis zur Jizera ist flach und wird überwiegend landwirtschaftlich genutzt. Nachbarorte im Nordwesten sind Smilovice, Luštěnice, Kosořice und Pěčice.

## Geschichte
Die Gegend um Jabkenice war seit der Vorzeit besiedelt. Die ältesten archäologischen Funde werden auf das 5. Jahrhundert v. Chr. datiert und der frühen La-Tène-Zeit zugeschrieben.
Im 14. Jahrhundert war Jabkenice ein Pfarrdorf. Die erste schriftliche Erwähnung stammt aus dem Jahr 1352, der erste bekannte Besitzer war Beneš z Dìvína. 1554 kaufte Anna von Wartenberg den Besitz auf und übertrug den Ort ihrem Ehemann Heinrich von Waldstein. Die letzte Besitzerin aus dem Haus Waldstein war ab 1735 Maria Anna, Ehefrau des Josef von Fürstenberg, die durch unerbittliche Verfolgung der böhmischen Brüder hervorgetreten ist. Dieser evangelischen Richtung, die seit dem Dreißigjährigen Krieg verboten war, gehörte im 18. Jahrhundert der Großteil der Einwohner von Jabkenice an. 1808 fiel der Besitz an das Haus Thurn und Taxis.
Bekannt geworden ist Jabkenice durch sein Forsthaus, in dem Bedřich Smetana von 1875 bis zu seinem Tod 1884 lebte. Er schuf hier unter anderem seine letzten drei Opern (Der Kuss, Das Geheimnis und Die Teufelswand) und beendete den Zyklus Mein Vaterland. In dem Forsthaus ist ein Smetana-Museum untergebracht, seit 1924 wird jährlich ein Musikfestival zu Ehren des Komponisten veranstaltet.

## Sehenswürdigkeiten
- Das Forsthaus ist eine Außenstelle des Bedřich Smetana-Museums in Prag. Das 1928 eröffnete Museum wurde 1987 wegen Baufälligkeit geschlossen, restauriert und 2003 mit einer ständigen Ausstellung wiedereröffnet.
- Das 1804 eingerichtete Wildgehege umfasst 530 ha. Es ist außerhalb der Schonzeiten öffentlich zugänglich.
- Neben dem Forsthaus steht das 1924 geschaffene Smetana-Denkmal von František Bílek. Die Landschaft hatte ihn zu einem Abschnitt von Mein Vaterland inspiriert.